# Ралф Грийнсън
Ралф Грийнсън (на английски: Ralph Greenson, роден като Ромео Самюъл Грийншпун на английски: Romeo Samuel Greenschpoon) е виден американски психиатър и психоаналитик.

## Биография
Роден е на 20 септември 1911 година в Ню Йорк, САЩ, в еврейско семейство. Завършва Колумбийския университет. В момент, когато евреите не са приемани лесно в американските медицински училища, той заминава да учи в Швейцария медицина и е анализиран от ученика на Зигмунд Фройд – Вилхелм Щекел, а по-късно и от Ото Фенихел и Франсис Дери в Лос Анджелис.
Докато работи заедно с Юнис Мъри, Грийнсън става известен с това, че е психиатър на Мерилин Монро и основа за романа на Лео Ростен от 1963 – „Капитан Нюман“. По-късно книгата е филмирана, където в образа на Грийнсън се превъплъщава актьора Грегъри Пек.
Грийнсън е добре известен и с работата си със завръщащите се войници от Втората световна война, страдащи от Посттравматичен стрес. Той също така има известни клиенти като Тони Къртис, Франк Синатра и Вивиан Лий.
Грийнсън и неговата жена Хилди Грийнсън са любимците на психоаналитичното общество на Южна Калифорния. Те са добри приятели с Ана Фройд, Фоун Броуди и Маргарет Мийд.
Умира на 24 ноември 1979 година в Лос Анджелис на 68-годишна възраст.